# Baron Corbin
Thomas Pestock (Lenexa, 13 de setembre de 1984) és un exjugador de futbol americà, un boxejador retirat i lluitador professional estatunidenc que treballa actualment per a la WWE en la seva marca SmackDown sota el nom de Baron Corbin.

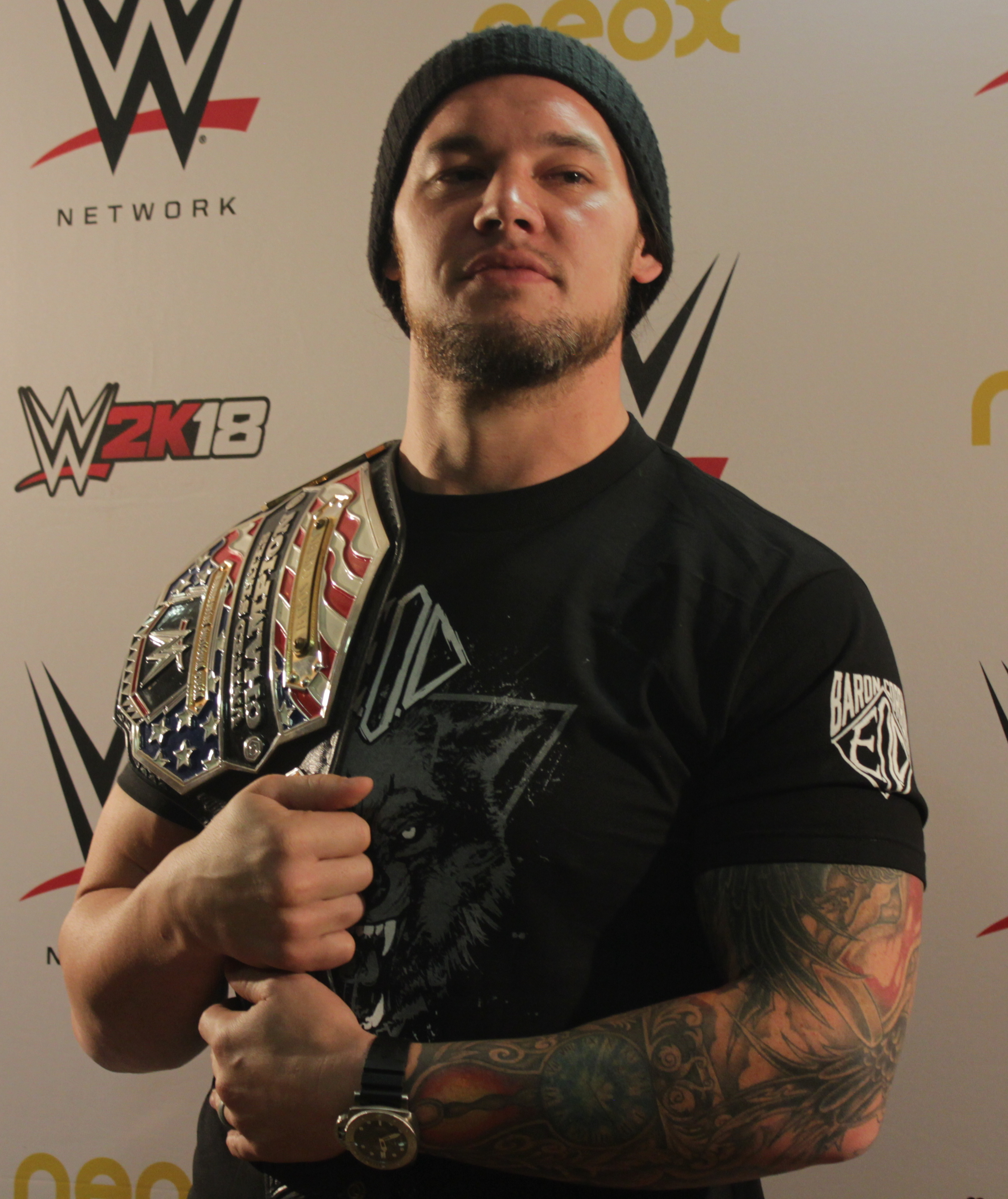

## Carrera en la lluita lliure professional

### WWE (2012-present)
Corbin va fer el seu debut en l'elenc principal el 3 d'abril en WrestleMania 32, guanyant el André the Giant Memorial Battle Royal després d'eliminar finalment a Kane. Després d'això, la nit següent a Raw, Corbin va tenir el seu primer combat contra Dolph Ziggler, el qual va acabar en doble compte fora, però tot i això va continuar atacant a Ziggler, aplicant-li un End of Days al terra de la arena. Corbin es va enfrontar a Ziggler l'1 de maig al pre-xou de Payback, sent derrotat després d'un Roll-up, marcant la seva primera derrota en l'elenc principal. La nit següent a Raw, Ziggler eliminar a Corbin en un Battle Royal per determinar al contendent # 1 pel Campionat dels Estats Units.
En l'episodi del 22 d'agost de SmackDown, Kevin Owens va escollir a Corbin com a àrbitre de la seva lluita pel Campionat dels Estats Units contra el campió AJ Styles aquesta mateixa nit, amb la promesa d'un futur combat pel campionat per Corbin si Owens guanyava la lluita. Corbin abandonaria el combat a prop del final després de les fortes crítiques de Shane McMahon, a qui li atorgaria el deure d'arbitrar abans de marxar. La setmana següent a SmackDown, Corbin va atacar a Tye Dillinger, qui havia respost el desafiament obert de Styles pel campionat. La següent setmana en SmackDown, Corbin es va enfrontar a Dillinger en una lluita en la qual Styles estava com a comentarista convidat. En aquesta lluita, Corbin va derrotar a Dillinger. Corbin obtindria la seva pròpia lluita titular contra Styles el 19 de setembre en SmackDown, però el combat mai va començar, ja que Corbin va atacar a Styles abans que sonés la campana, el que va provocar que Dillinger no pogués salvar Styles. No obstant això, Styles va aconseguir bloquejar el Calf Crusher Submission de Corbin, de manera que aquest es va veure obligat a marxar.

### 2018-present
El 2 de gener de 2018 a SmackDown, Corbin va anunciar la seva participació en el Royal Rumble 2018.

## Carrera com a futbolista

### Universitat
Pestock va assistir a la universitat de la Divisió II de la NCAA Northwest Missouri State University, on va jugar com a guàrdia ofensiu i es va convertir en el titular de l'equip durant el seu tercer any en 2007. Pestock va ser nomenat amb menció honorífica per MIAA el 2007 i la seva equip com el primer per MIAA en 2008. Va formar part dels equips que van assistir a quatre Campionats Nacionals de la Divisió II consecutius, però van perdre cada un d'ells.

### Professional
Pestock va signar amb els Indianapolis Colts el 27 d'abril de 2009, després de no haver estat seleccionat en el Draft de la NFL del mateix any. Va ser alliberat pels Colts el 13 d'agost però va signar novament amb l'equip el 19 d'agost. No obstant això, va ser alliberat pels Colts altra vegada el 5 de setembre.
Pestock va signar un futur contracte amb els cardenals d'Arizona el 18 de gener de 2010, i es va destacar per tirar uppercuts en una batalla entre l'equip en el camp d'entrenament. Va ser alliberat pels cardenals el 3 de setembre i va signar un contracte amb l'esquadró de pràctiques de l'equip el 6 de setembre. No obstant això, va ser novament alliberat pels cardenals el 2 de setembre del 2011.